# Муствее
Муствее (ест. Mustvee; до 1923 року Чорна, Чорний посад) — місто на сході Естонії, на березі Чудського озера. Входить до складу повіту Йиґевамаа, являє собою окремий міський муніципалітет на правах волості. Назва з естонської дослівно перекладається як Чорноводське.

## Історія
Муствее відоме з 1438 як село рибалок, що вели промисли на Чудському озері. Назву отримало від місцевої річки, яка через значний вміст торфу має чорний колір.
У XIX столітті Муствее почав швидко зростати — місто наповнилося ковалями, купцями, що торгували рибою. Вирощувані в теплицях овочі, та спійману рибу постачали в інші частини Естонії, у Санкт-Петербург і навіть Фінляндії. Статус міста був наданий в 1938 році, коли число жителів досягло 2603 чоловік.
В 1940 році сюди введено радянські війська, але невдовзі з початком німецько-радянської війни залишений Червоною Армією 25 липня 1941. Відвойований 19 вересня 1944 військами Ленінградського фронту в ході Талліннської наступальної операції. Після війни тут збудовано ряд підприємств легкої промисловості.

## Населення
| 1897 | 1922 | 1934 | 1939 | 1959 | 1970 | 1979 | 1989 | 2000 | 2010 |
| ---- | ---- | ---- | ---- | ---- | ---- | ---- | ---- | ---- | ---- |
| 2893 | 2745 | 2841 | 2485 | 2325 | 2227 | 2087 | 1990 | 1744 | 1592 |

Спочатку це було звичайне естонське рибальське село. Наприкінці XVIII — початку XIX століть сюди почали переселятися старовіри з Новгородської та інших губерній Росії, гнані за свої релігійні переконання урядом. Всі вони належали до федосіївскої згоди. Це істотно змінило етнодемографічну ситуацію — на 2000 рік 57,05% жителів Муствее — росіяни, 40,73% — естонці. З 1950-х років населення почало скорочуватися.

## Релігія
В місті існує Нікольський старообрядський прихід міста — одна із найстаріших парафій Естонії. Він був відкритий в 1839 році і спочатку охоплював всю північно-східну частину Ліфляндської губернії. У період переходу місцевого населення у православ'я з Нікольського приходу виділилися нові: в 1849 році Лайузе, в 1864 році — Лохусуу.
Муствее має 4 церковних будівлі — храм Святителя Миколая (Естонська православна церква Московського Патріархату), Троїцька церква єдиновірів, Старообрядницька церква і Лютеранська церква. Також у місті є молитовний будинок баптистів.

## Пам'ятки міста
У місті знаходиться 2 музеї — музей міста та терезів. Також є один з пращових камінь Калевіпоега та статуя дівчинки, що плаче (1973).

## Галерея

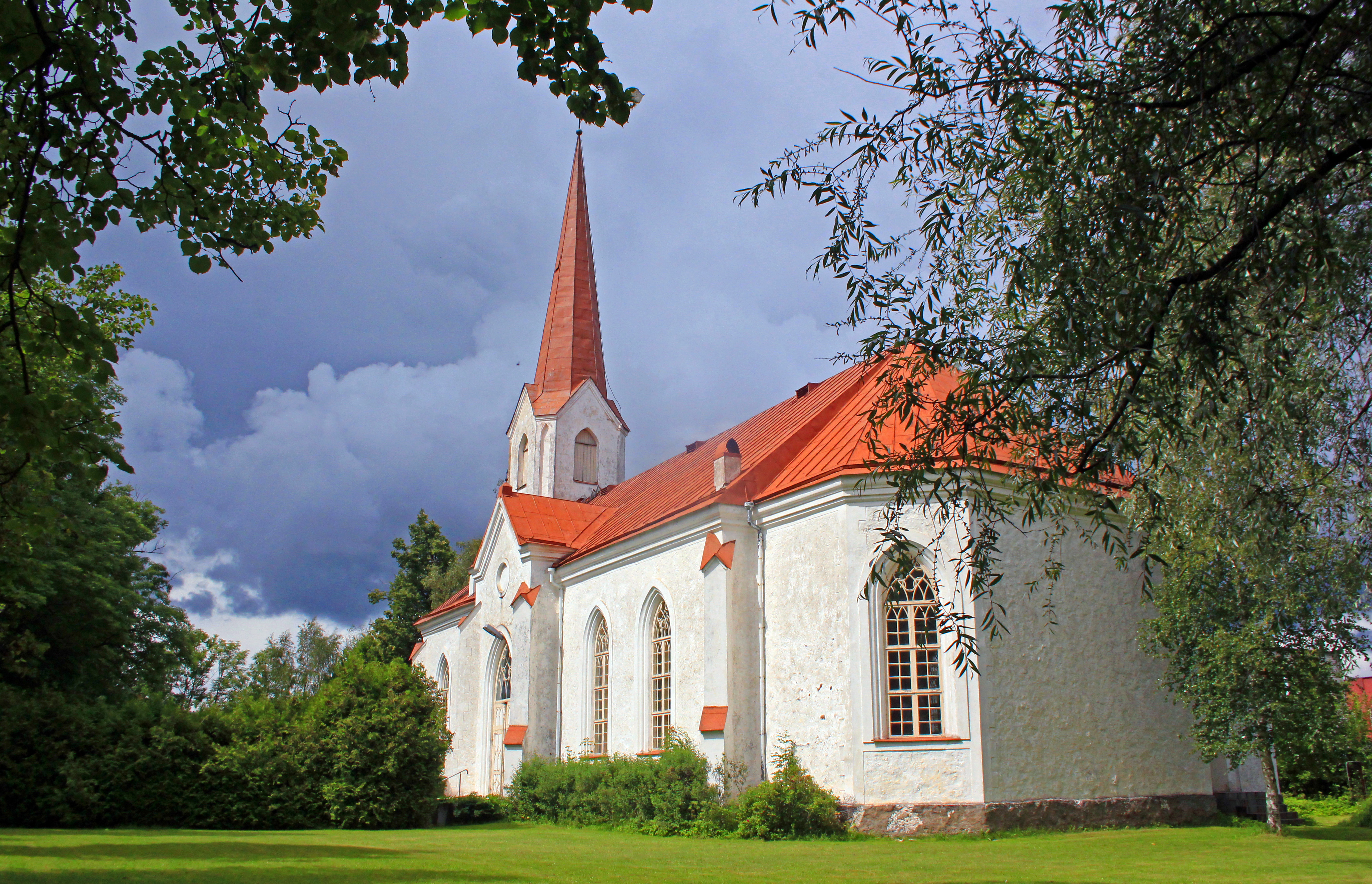
Лютеранська церква в Муствее
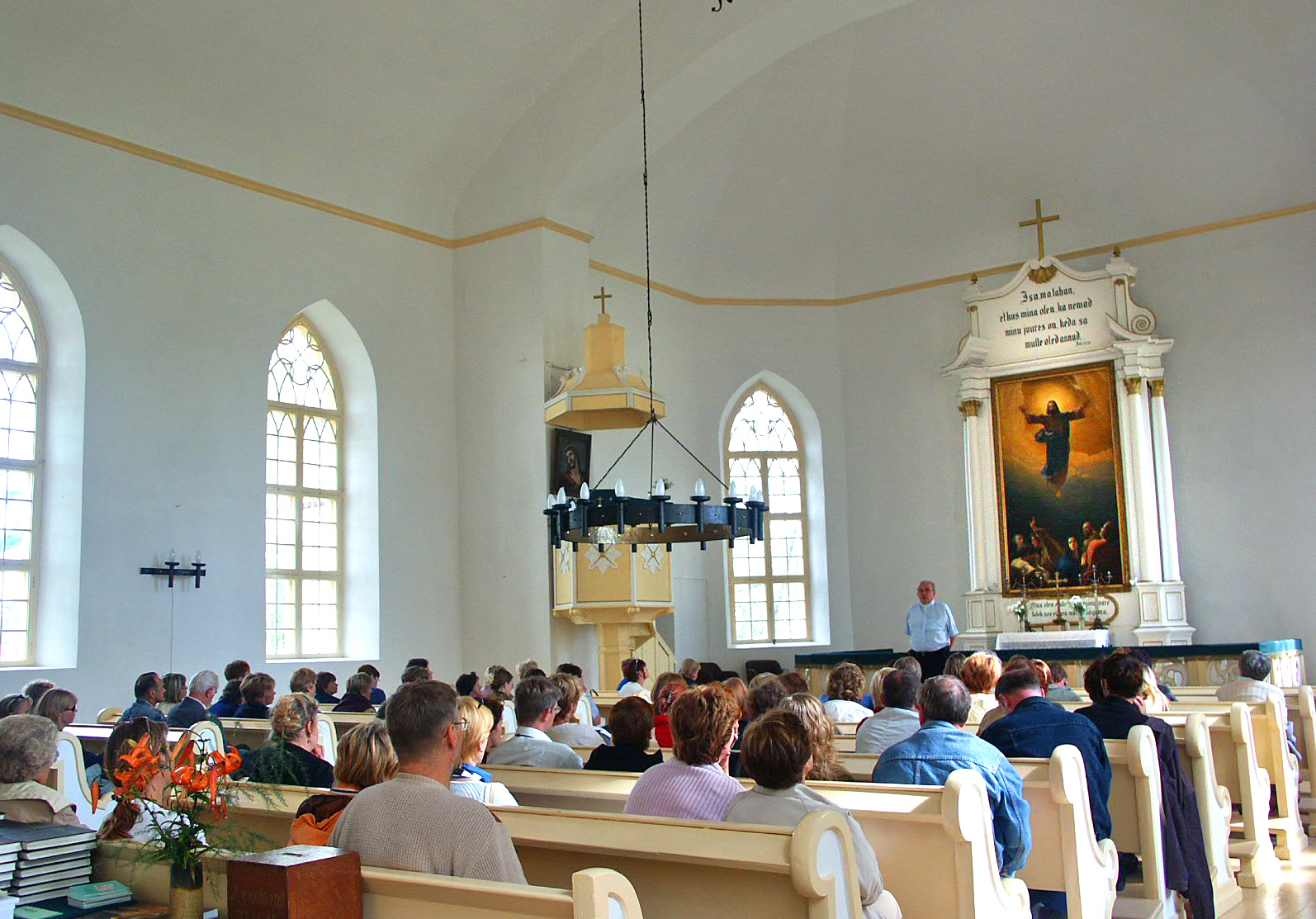
Під час проповіді
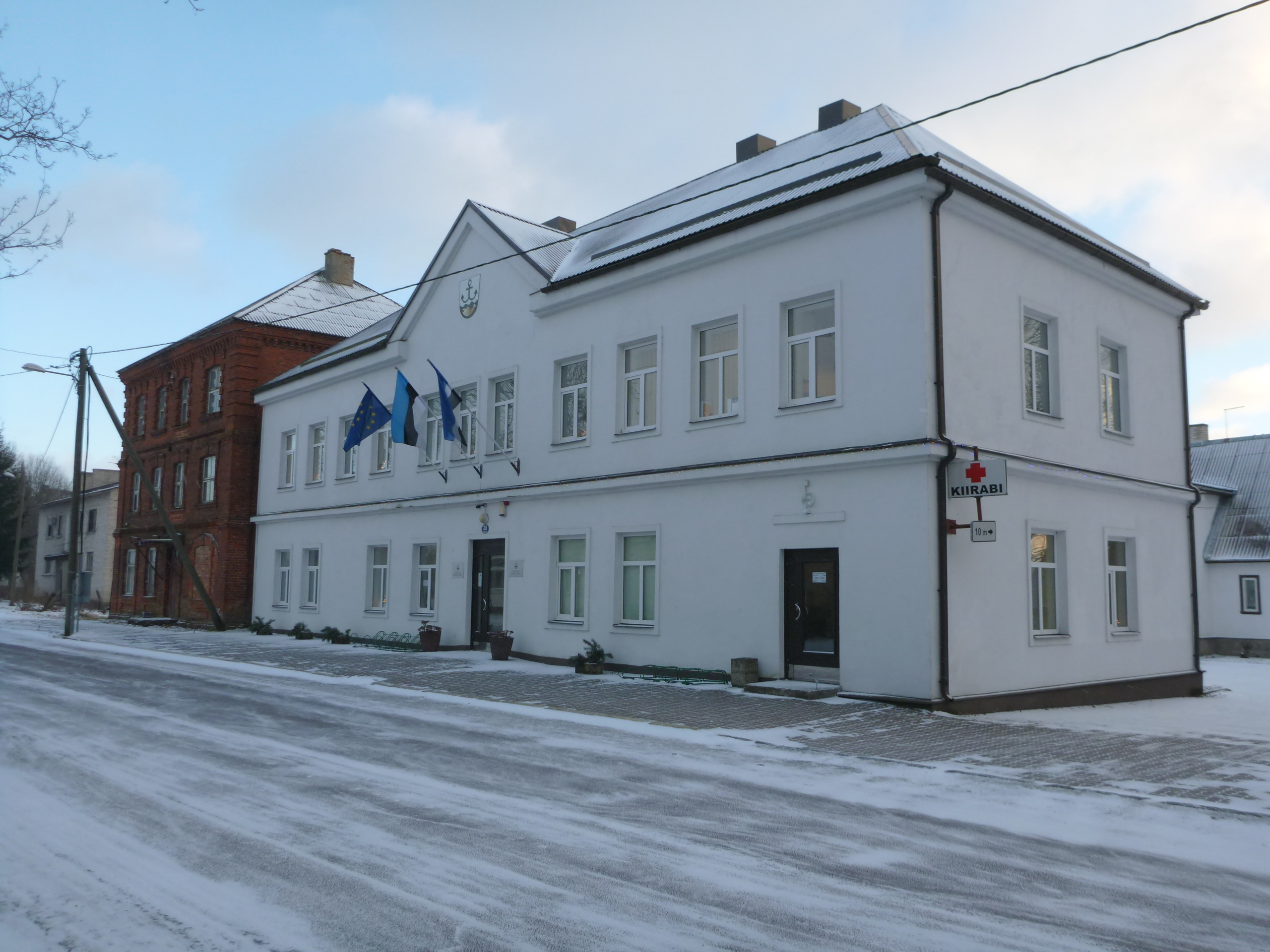
Міськрада
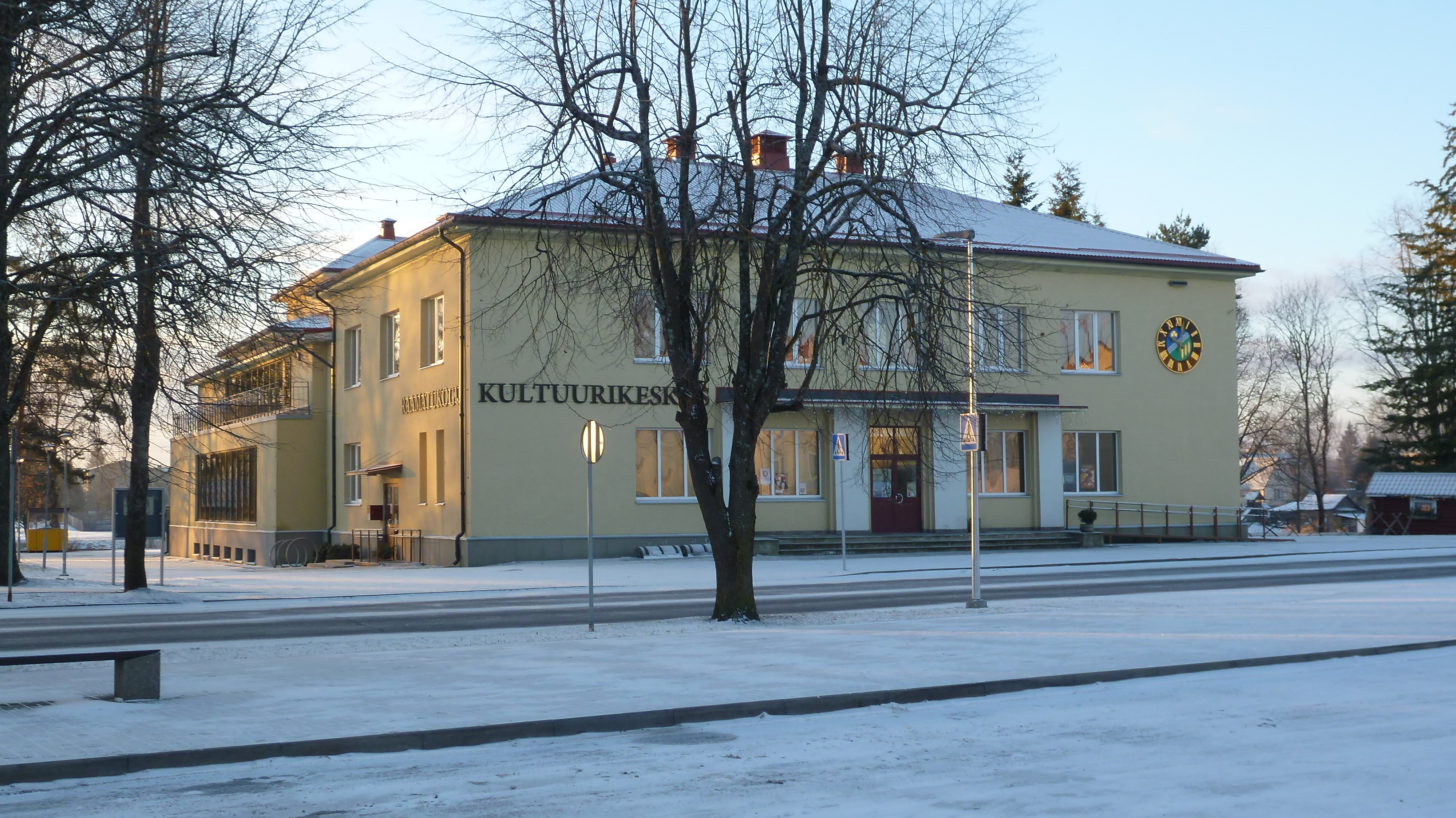
Культурний центр міста
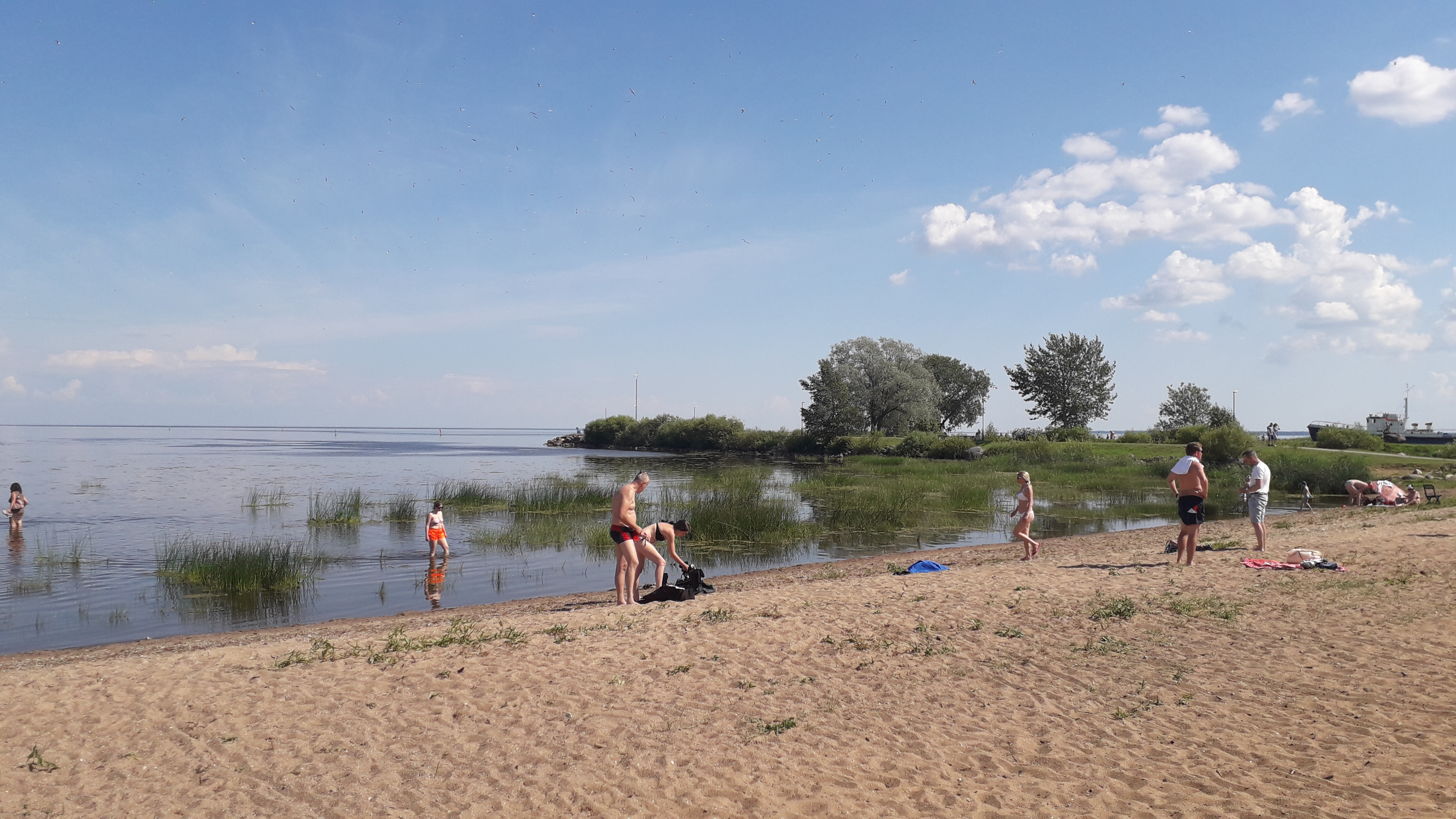
Пляж
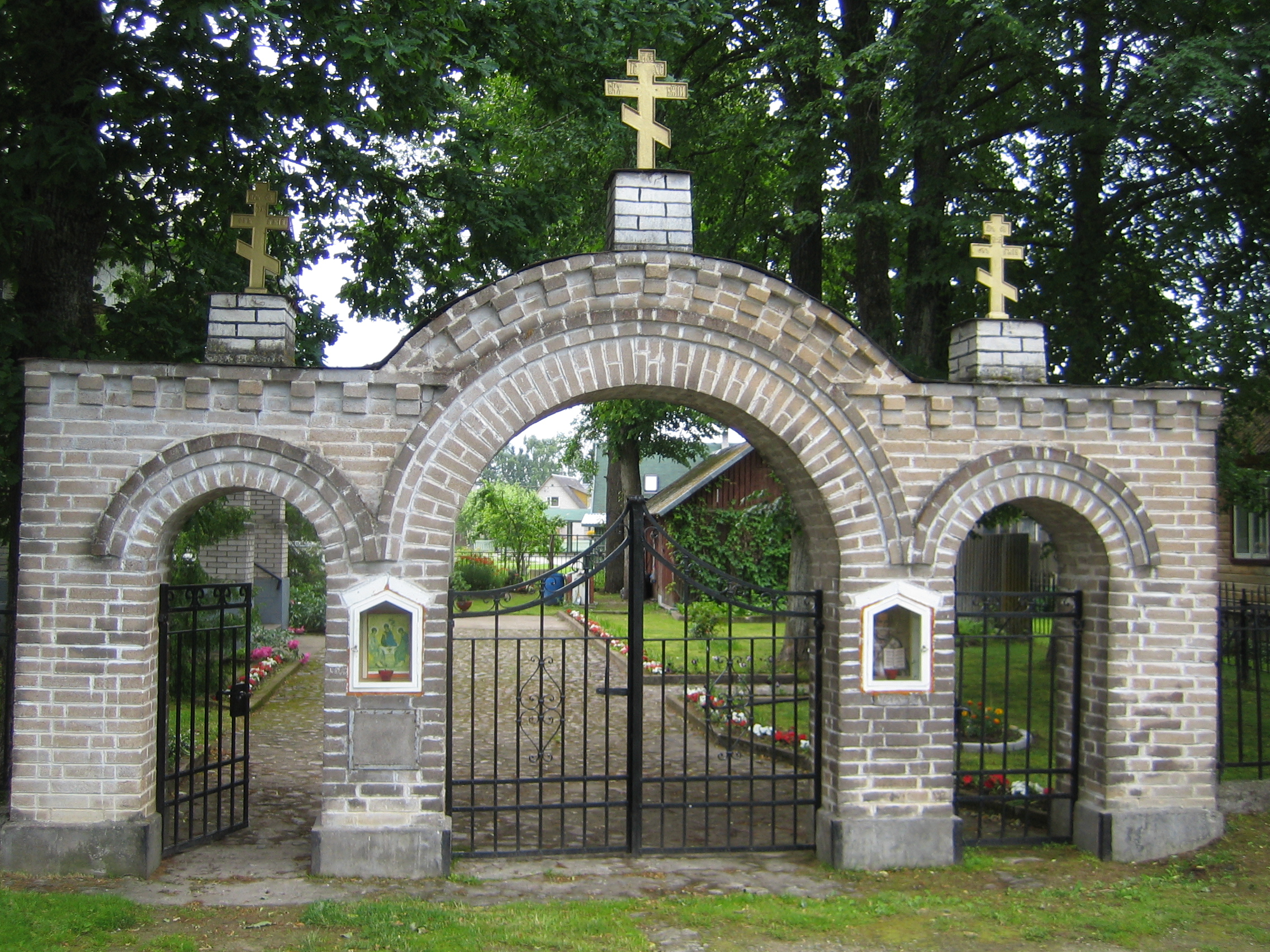
Ворота біля Старообрядської церкви
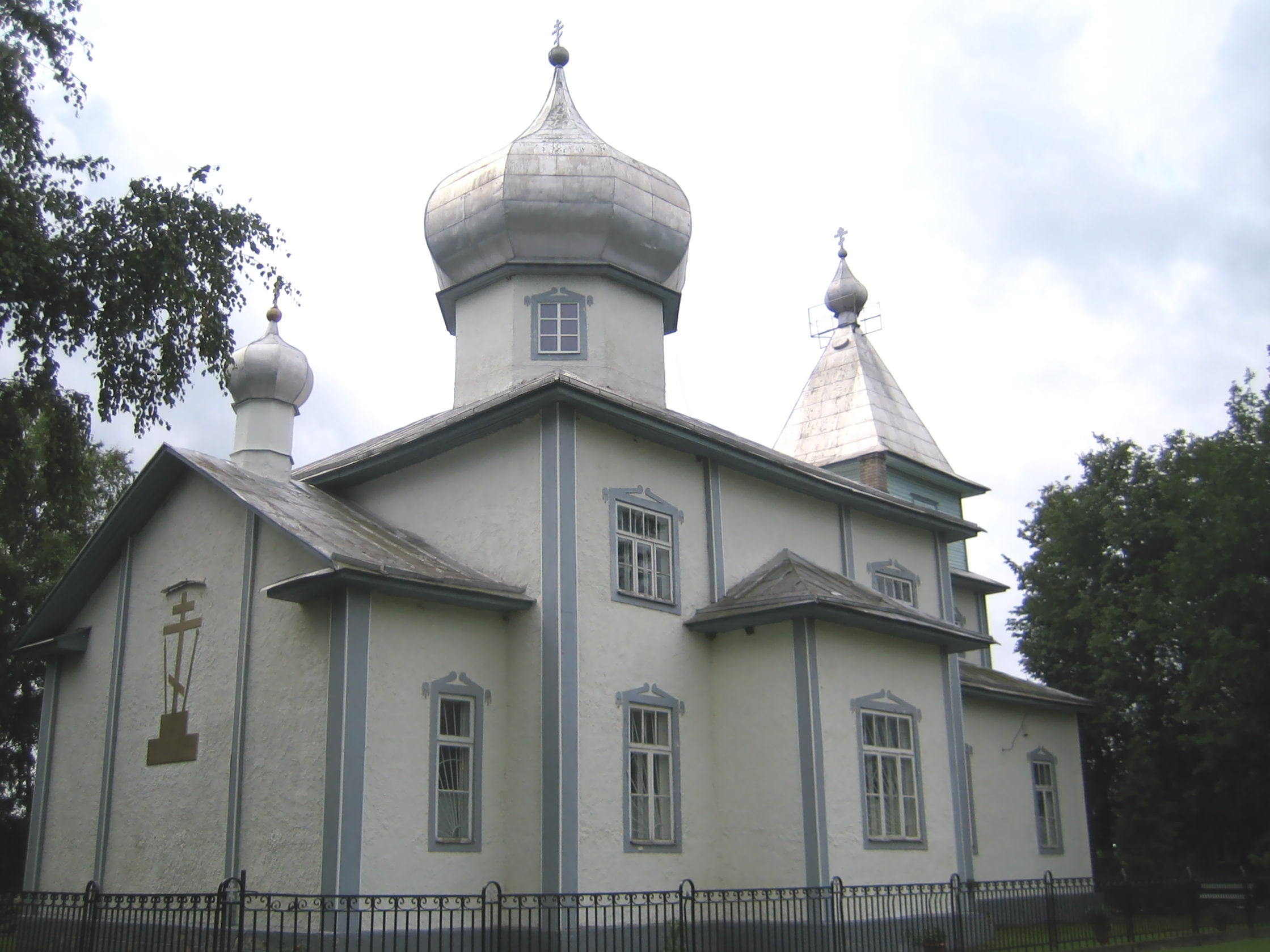
Старообрядська церква
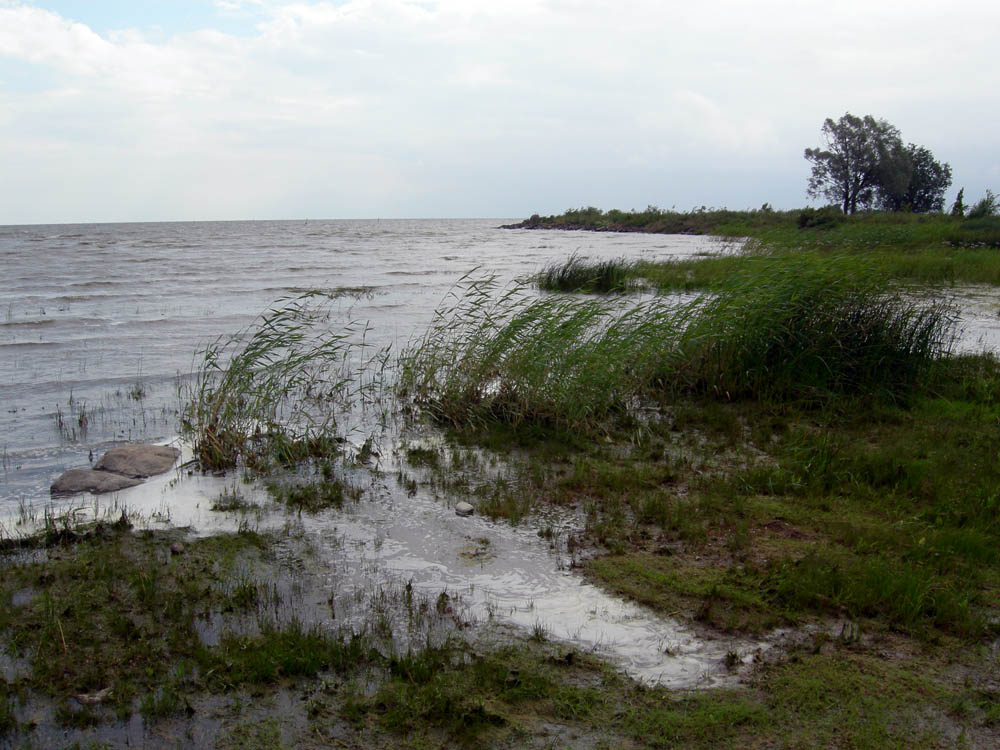
Берег озера
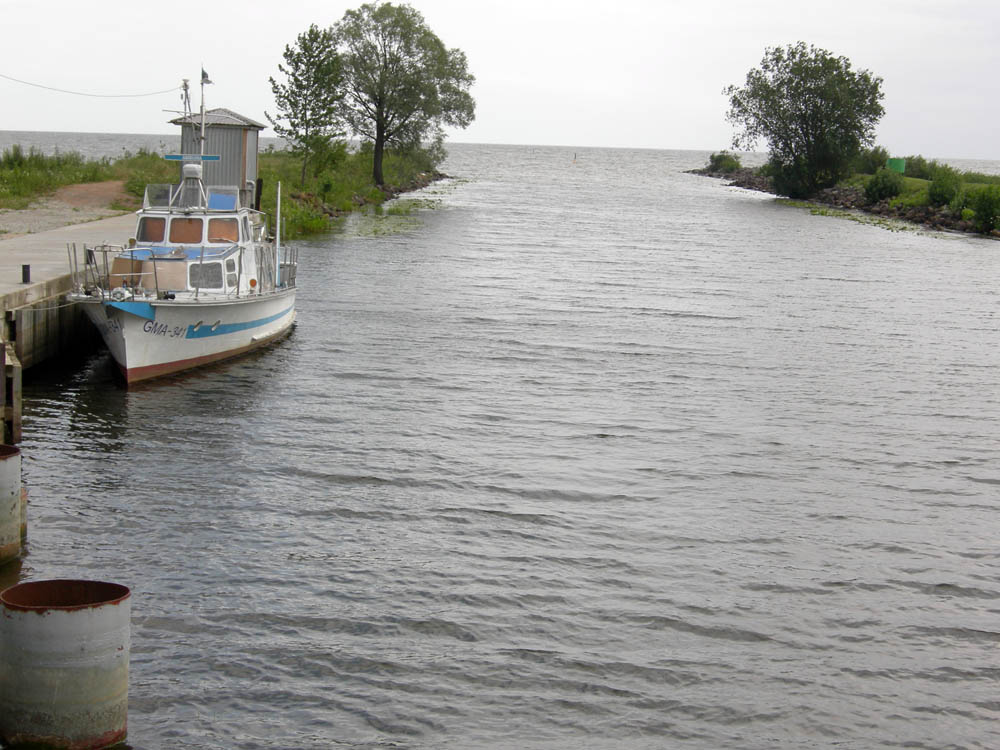
Причал на Чудському озері в Муствее
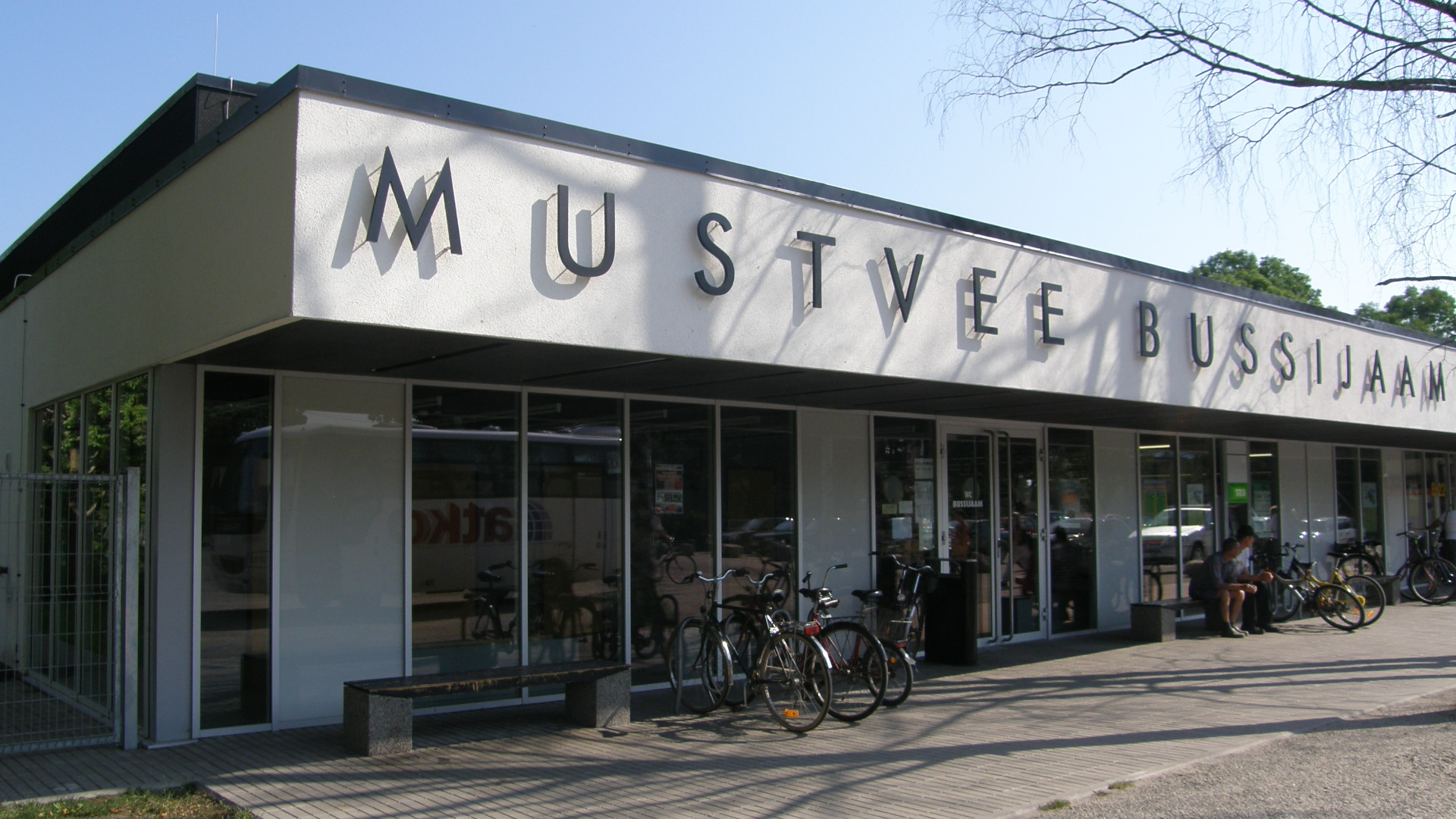
Автовокзал Муствее
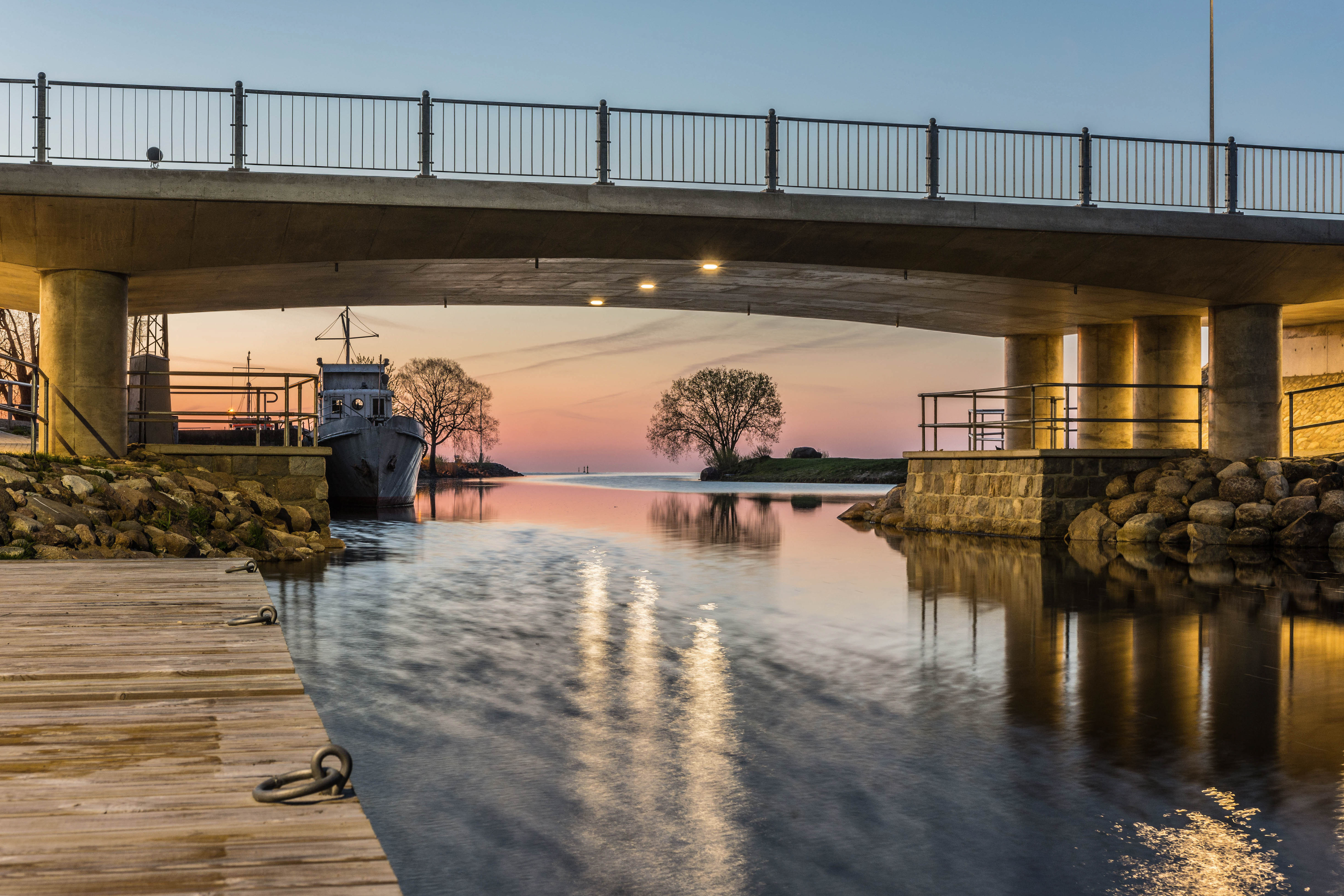
Порт в Муствее